# José Caetano Erba
José Caetano Erba (Pederneiras, 11 de setembro de 1937 – São Paulo, 11 de julho de 2009) foi um compositor brasileiro.

## Carreira
José Caetano Erba trabalhou em lavouras de café até os 18 anos, quando migrou para a cidade de Pindorama. Desde criança já compunha músicas influenciado pelas festas de onde morava. Em 1958, formou-se na Escola Técnica de Comércio Anchieta, em Contabilidade e dois anos depois, passou um concurso para trabalhar no extinto Banco de São Paulo, onde trabalhou até 1976.
Na capital paulista, Erba conheceu o cantor Tinoco da dupla Tonico e Tinoco, através da dupla Craveiro e Cravinho que eram da mesma cidade. Craveiro e Cravinho gravaram a música “Pai da aviação” de Erba, sendo esta a primeira sua a ser gravada por artistas, em 1968. Dois anos depois, Tonico e Tinoco gravaram outra composição sua, "Transamazônica". Em 1972, foi agraciado com o tíulo de “Cidadão Pederneirense”.
Teve destaque como compositor ao ter diversas músicas gravadas por diversos cantores sertanejos como Chitãozinho e Xororó, Cezar e Paulinho, Chico Rey e Paraná, Liu e Léu, Vieira e Vieirinha, Marcelo Costa, Felipe e Falcão e Cacique e Pajé, entre muitos outros.
Erba também participou como jurado de vários festivais em diversas cidades. Em 1999, lançou o CD “Poemas sertanejos falados”, com 11 faixas inéditas suas. Em 2005, sua composição clássica “Mala amarela" foi regravada por Zé Henrique e Gabriel.

## Discografia
- (1999) Poemas Sertanejos Falados